# デモクラTV
デモクラTV（ティーヴィー、またはテレビ）は、2013年3月から運営している、ブロードバンド映像配信ポータルサイト。

## 概要
CS放送の朝日ニュースターにて放送されていた、『愛川欽也 パックインジャーナル』が、テレビおよび愛川の個人事務所が運営していたkinkinTVサイトのブロードバンド映像配信が愛川欽也の死去以降の2013年3月30日にて終了する事に伴い、『パックインジャーナル』に出演していたレギュラー、ゲストコメンテーターが発起人・賛同人となりインターネットテレビコンテンツを立ち上げ、運営主体は元朝日新聞編集委員の山田厚史が代表となり、株式会社インターネット・ニュース・ジャパンを2013年4月6日に開局。
デモクラシーを表す言葉に由来し、リベラルな「自由と民衆のプラットホーム」をめざし、番組構成は、主として時事問題のニュース解説がメインで他にも討論やインタビュー番組が編成されている。会員制のサービスであるので、映像配信会員とDVDソフト販売会員のサービスを提供している。基本的には有料だが、番組の一部を無料で視聴する事が可能となっている。
2017年3月4日配信の本会議にて、山田厚史が「今日で最後の出演である」と説明する。山田はデモクラTVの代表であり、株式会社インターネット・ニュース・ジャパンの社長であるため、説明不足だと視聴者から指摘された。2017年3月10日配信の番組ウッチーのデモくらジオ#204にて、ジャーナリストの内田誠が「4月から運営会社が変わる。」と発言。多くのレギュラー出演者が辞めることになるが、自身が関係する番組は引き続き続くと発言。しかし、こちらも説明不足だと視聴者から指摘を受け、混乱を招いた。同年3月25日、「会計や会員数や番組への反響などの情報が一部の経営陣に独占され、闊達な議論ができなくなってしまい、これでは番組に責任を持てないと思うに至り、『デモクラ宣言』の精神を継承するジャーナリズムの砦を、新たに築くことにしました」との山田の「ご挨拶」がデモクラシータイムス公式ブログに掲載された。
2017年4月、運営主体が「株式会社インターネット・ニュース・ジャパン」から「有限会社プライム」に変更された。

## 番組一覧
- 本会議（毎週土曜日11時に生配信）
- ポチャバルTV
- ウッチーのデモくらジオ
- ヘンリー鈴木の「Sports塾」
- RADIO HIKESHI Live!
- 東京新聞 デモクラTV Extra
- 地球に乾杯
- 時事ビブTV
- スタジオ寄席 センセとシショー
- アーサー・ビナード「外人力」